# کوه لوگن
کوه لوگن یا لوگان (به انگلیسی: Mount Logan) بلندترین کوه کانادا و دومین کوه مرتفع آمریکای شمالی پس از دنالی (کوه مک‌کینلی) است.
این کوه درقلمروی یوکان در کانادا قرار دارد.